# Валер'янові
Валер'янові (Valerianoideae) — підродина рослин з родини жимолостевих (Caprifoliaceae).

## Морфологічні характеристики
Це переважно багаторічні або дворічні, рідше однорічні трав'янисті рослини, рідше кущі, хоча різні форми зростання зустрічаються переважно в Андах. Як органи виживання утворюються стрижневі корені або кореневища. На частинах рослин можуть бути білі багатоклітинні волоски (трихоми). Листки розташовані базально та/або супротивно на осі пагона. Листові пластини прості або перисті з гладкими або різнозубчастими краями листя. Квітки зібрані в прості або складні суцвіття. Здебільшого двостатеві або рідше одностатеві квітки радіально-симетричні або злегка асиметричні з подвійною оцвітиною. Переважно білуваті або червонуваті пелюстки трубчасті, іноді двогубі, рідко з трьома або зазвичай п'ятьма пелюстками. Тичинок 1–4. Чашечка у більшості видів збільшується і під час дозрівання плодів обростає волосками, пір’ястими волосками, гачками, крилами тощо, які сприяють поширенню плодів. Частини рослини мають характерний запах, викликаний монотерпеноїдними і сесквітерпеноїдними ефірними оліями.

## Роди
Інформація про видовий склад і поширення згідно з Plants of the World Online:
- валер'яна (Valeriana, у т. ч. Centranthus, Fedia, Plectritis) — 424 види, що поширені в помірних, субтропічних і тропічних гірських областях Євразії, Америки, Африки й північної Австралії
- Nardostachys(інші мови) — 1 вид із Південної й Південно-Східної Азії
- Patrinia(інші мови) — 14 видів із Приуралля й Азії
- мласкавець (Valerianella) — 31 вид з Північної й Північно-Східної Африки, Південної Європи, Західної й Центрально-Західної Азії

## Використання
Види роду Nardostachys використовують як приправи, у медицині, як пахощі, а ефірна олія використовується в парфумерії. Види роду Patrinia використовують як овоч у їжу, у медицині, як ґрунтопокривні. Види роду Valeriana використовують як їжу, ароматизатор, у медицині, як пахощі, в парфумерії. Види роду Valerianella використовують як їжу (молоді листки в салат). 